# العصر البرونزي في أوروبا
يتميز العصر البرونزي الأوروبي بالقطع الأثرية اليدوية البرونزية والاستخدام للأدوات البرونزية. يعقب العصر البرونزي الإقليمي العصر الحجري الحديث. يبدأ بالعصر البرونزي الإيجي في عام 3200 قبل الميلاد (تتبعه حضارة القدور الجرسية)، ويمتد عبر الألفية الثانية بأكملها قبل الميلاد (حضارة أونيتيتسكا، حضارة التلال الجنائزية، حضارة تيراماري، حضارة أورنفيلد والحضارة اللوساتية) في شمال أوروبا، واستمر حتى نحو عام 600 قبل الميلاد.

## التاريخ

### البلقان
أفادت دراسة في دورية آنتكويتي من عام 2013 عن اكتشاف رقائق برونزية قصديرية من بولتشنيك (موقع أثري) يعود تاريخها إلى نحو عام 4650 قبل الميلاد، بالإضافة إلى 14 قطعة أثرية أخرى من صربيا وبلغاريا يرجع تاريخها إلى ما قبل 4000 قبل الميلاد، أظهرت أن البرونز القصديري الأولي كان أكثر شيوعًا مما كان يُعتقد سابقًا، وطُور بشكل مستقل في أوروبا قبل 1500 عام من سبائك البرونز القصديري في الشرق الأدنى. استمر إنتاج البرونز القصديري المعقد لمدة 500 عام تقريبًا في البلقان. أفاد الكتاب أن الأدلة على إنتاج هذه البرونزات المعقدة تختفي في نهاية الألفية الخامسة بالتزامن مع «انهيار مجمعات ثقافية كبيرة في شمال شرقي بلغاريا وتراقيا في أواخر الألفية الخامسة قبل الميلاد». أعيد إدخال البرونزات القصديرية باستخدام قصدير الكاسيتريت إلى المنطقة بعد نحو 1500 عام.

### بحر إيجة
يبدأ العصر البرونزي الإيجي نحو عام 3200 قبل الميلاد عندما أنشأت الحضارات لأول مرة شبكة تجارية بعيدة المدى. استوردت هذه الشبكة القصدير والفحم إلى قبرص حيث استُخرج النحاس من المناجم وخُلط مع القصدير لإنتاج البرونز. صُدرت القطع البرونزية بعد ذلك إلى مسافات بعيدة وواسعة ودعمت التجارة. يشير تحليل النظائر للقصدير في بعض القطع البرونزية في منطقة البحر الأبيض المتوسط إلى أنه جاء من مسافة بعيدة مثل بريطانيا العظمى.
طُورت معرفة الملاحة بشكل جيد في هذا الوقت، ووصلت إلى ذروة مهارة لم تنمو حتى اكتشاف طريقة (أو ربما إعادة اكتشاف) لتحديد خطوط الطول في نحو عام 1750، باستثناء ملحوظ للبحارة البولينيزيين.
أدى ثوران مينون، الذي حدث في نحو عام 1500 قبل الميلاد حسب البيانات الأثرية، إلى تراجع مينون. أتاح هذا التحول في الأحداث الفرصة للموكاينيين لنشر نفوذهم في جميع أنحاء منطقة بحر إيجة. في نحو عام 1450 قبل الميلاد، سيطروا على كريت نفسها واستعمروا العديد من جزر إيجة الأخرى ما يصل إلى جزيرة رودس. هكذا أصبح الموكاينييون القوة المهيمنة في المنطقة، ممثلين بداية عصر الكوينيه الموكاينية، وهي ثقافة موحدة للغاية انتشرت في البر الرئيسي لليونان وبحر إيجة. أدخل اليونانيون الموكاينييون عدة ابتكارات في مجالات الهندسة والمعمارية والبنية التحتية العسكرية، بينما كانت التجارة في مناطق شاسعة من البحر الأبيض المتوسط أساسية للاقتصاد الموكايني. تقدم نصوصهم المقطعية؛ النظام الخطي ب، أول سجلات مكتوبة باللغة اليونانية، وتضمن دينهم بالفعل العديد من الآلهة التي يمكن العثور عليها أيضًا في مجموعة الأولمبيين الإثني عشر. سُيطر على اليونان الموكاينية من قبل مجتمع النخبة المحارب المتألف من شبكة من ولايات القصور التي طورت أنظمة هرمية وسياسية واجتماعية واقتصادية صارمة. كان على رأس هذه المجتمعات، الملك المعروف باسم «واناكس».

### إيطاليا
خلال الألفية الثانية قبل الميلاد، ازدهرت الحضارة النوراجية في جزيرة سردينيا. كانت ثقافة متجانسة إلى حد ما، إذ بُني أكثر من 7000 برج حجري عظيم عُرف باسم نوراك، من قبل هذه الحضارة في جميع أنحاء الجزيرة، بالإضافة إلى أنواع أخرى من المعالم التذكارية مثل معابد الميغارون، ومقابر العمالقة التذكارية ومعابد الآبار المقدسة. بُنيت أيضًا المحميات والمستوطنات الكبيرة ابتداءً من أواخر الألفية الثانية قبل الميلاد لاستضافة هذه الهياكل الدينية إلى جانب الهياكل الأخرى مثل المسابح الشعائرية، والنوافير، والدبابات، ودور مستديرة حجرية كبيرة ذات المقاعد الدائرية المستخدمة في اجتماع زعماء القبائل والمناطق العامة الكبيرة. كانت الأدوات البرونزية والأسلحة واسعة الانتشار، وزادت جودتها بفضل الاتصالات بين الشعب النوراجي وشعوب شرق البحر الأبيض المتوسط مثل القبارصة، وأدخِلت تقنية السبك بالشمع الضائع لإنشاء عدة مئات من التماثيل البرونزية وغيرها من الأدوات. ظلت الحضارة النوراجية باقية طوال أوائل العصر الحديدي عندما كانت المحميات لا تزال قيد الاستخدام، وكانت التماثيل الحجرية تُصنع، وأعيد استخدام بعض النوراك كمعابد.

### القوقاز
كانت حضارة مايكوب هي حضارة العصر البرونزي المبكر الرئيسية في شمال القوقاز. يؤرخ بعض العلماء القطع البرونزية الزرنيخية في المنطقة إلى منتصف الألفية الرابعة قبل الميلاد.

### أوروبا الشرقية
انتمت حضارة يامنايا إلى العصر النحاسي الأخير /العصر البرونزي المبكر، التي يعود تاريخها إلى القرنين السادس والثلاثين والثالث والعشرين قبل الميلاد. كانت الحضارة في معظمها من البدو الرحل، مع ممارسة بعض الزراعة بالقرب من الأنهار والقليل من القلاع التلية.
كانت حضارة الكاتاكومب (سراديب الموتى)، التي تشمل العديد من الحضارات الأثرية ذات الصلة، أول من أدخل زخارف الخزف المحزم في السهوب، وأظهرت استخدامًا مفرطًا لبلطة المعارك المطلية، ما وفر وصلة بالغرب. توفر أوجه التشابه مع حضارة أفاناسيفو، بما في ذلك التشويهات المفتعلة للجمجمة (إطالتها مثلًا)، حلقة وصل إلى الشرق. سبقتها حضارة يامنايا وتلتها حضارة الخزف المحزم الغربية. تُبعت حضارة الكاتاكومب في سهوب بونتيك بحضارة سروبنايا من نحو القرن السابع عشر قبل الميلاد.

### أوروبا الوسطى
في أوروبا الوسطى، تشمل حضارة أونيتيتسكا في أوائل العصر البرونزي (1800-1600 قبل الميلاد) العديد من المجموعات الصغيرة مثل حضارات اشتراوبينغ، وآلدبيرغ، وهاتفان. تشير بعض المدافن الغنية جدًا، مثل تلك التي تقع في ليوبينغن (جزء من زومردا حاليًا) مع هدايا قبور مصنوعة من الذهب، إلى تزايد الطبقية الاجتماعية التي كانت موجودة بالفعل في حضارة أونيتيتسكا. في المجمل، فإن المقابر في هذه الفترة نادرة وذات حجم صغير. تُبعت حضارة أونيتيتسكا بحضارة العصر البرونزي الأوسط؛ التلال الجنائزية (1600-1200 قبل الميلاد)، التي تتميز بالقبور ذات الجثوات. في روافد نهر الكوروس شرق المجر، شهد أوائل العصر البرونزي في البداية دخول حضارة الماكو، ثم أعقب ذلك حضارتا أوتوماني وفارشاند.
تتميز حضارة أورنفيلد في أواخر العصر البرونزي (1300-700 قبل الميلاد) بحرق الموتى. تشتمل على الحضارة اللوساتية في شرق ألمانيا وبولندا (1300-500 قبل الميلاد) التي استمرت حتى العصر الحديدي. يتبع العصر البرونزي الأوروبي الأوسط؛ حضارة العصر الحديدي؛ هالستات (700-450 قبل الميلاد).

### أوروبا الشمالية
في شمال ألمانيا والدنمارك والسويد والنرويج، صنعت حضارات العصر البرونزي العديد من القطع الفنية المميزة. يشمل ذلك الأبواق الطويلة، الخوذ الاحتفالية ذات القرون، أقراص الشمس، والمجوهرات الذهبية وبعض الاكتشافات غير المبررة مثل «الجونج» البرونزي من بالكوكرا في السويد. يعتقد بعض اللغويين أن لغة هندية أوروبية أولى أدخِلت إلى المنطقة نحو عام 2000 قبل الميلاد، والتي أصبحت في النهاية لغة جرمانية بدائية، آخر سلف مشترك للغات الجرمانية. يتناسب هذا مع التطور الواضح غير المنقطع للعصر البرونزي الشمالي إلى العصر الحديدي ما قبل الرومان الجرماني اللغوي العرقي.
ينقسم هذا العصر إلى الفترات الأولى إلى السادسة، وفقًا لأوسكار مونتيليوس. تنتمي فترة مونتيليوس الخامسة بالفعل إلى العصر الحديدي في مناطق أخرى.

## معرض صور

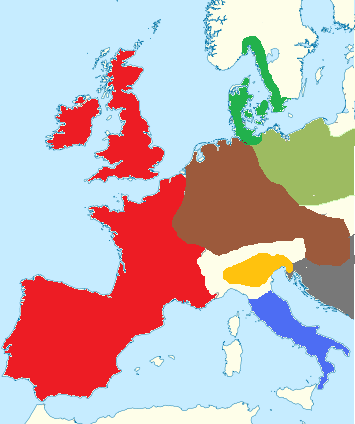
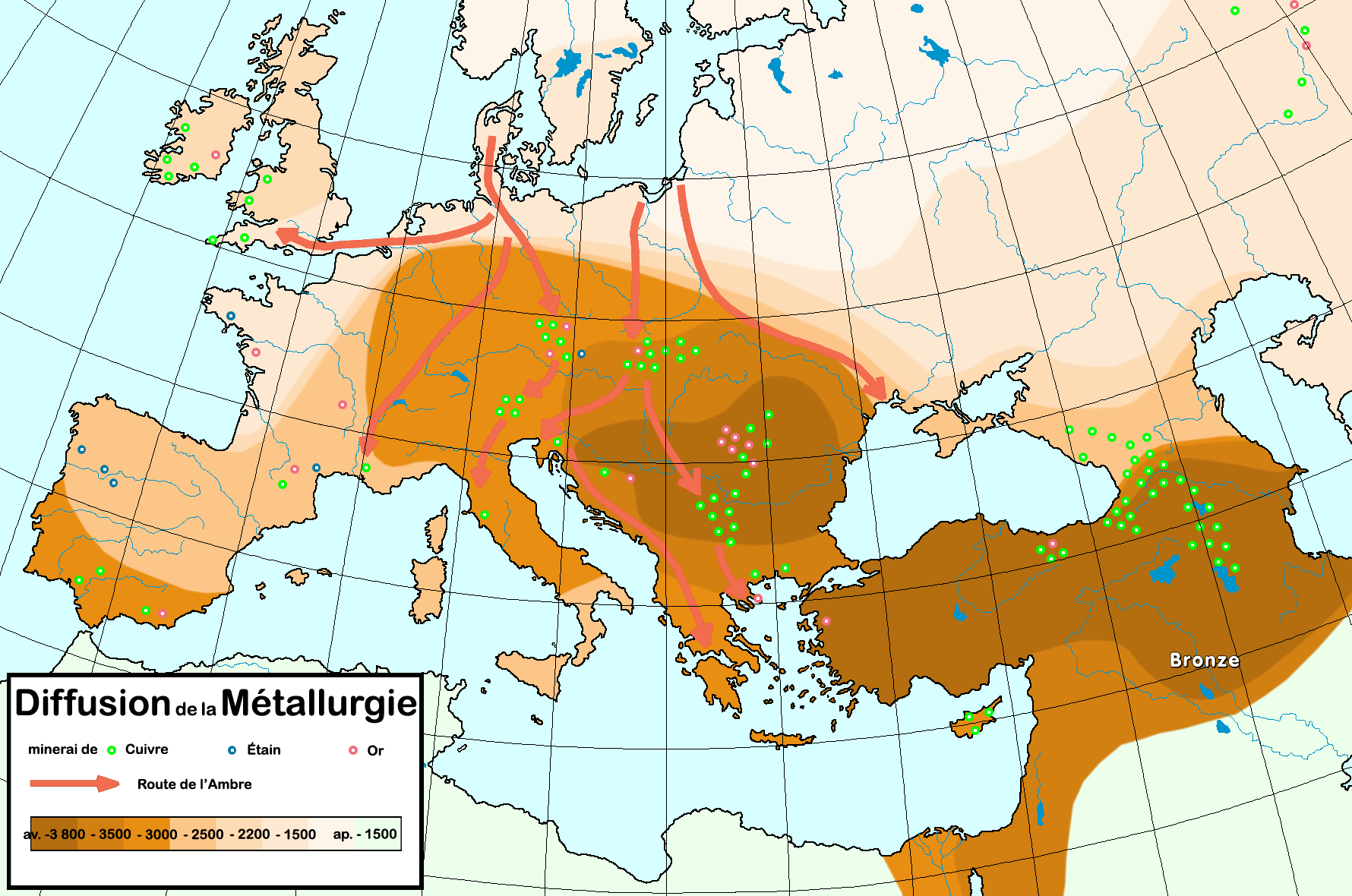
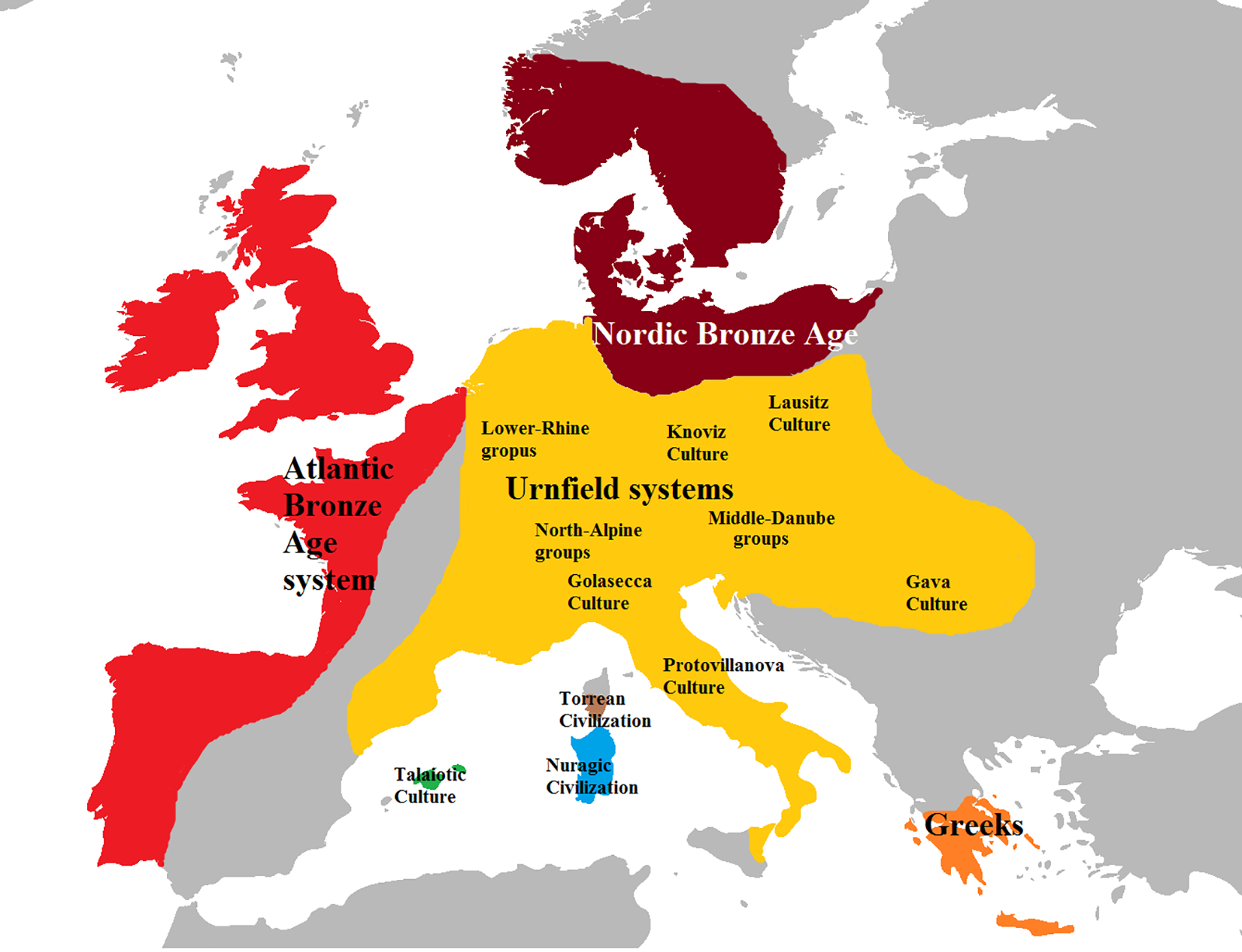